# Barbara Pompili
Barbara Pompili (Bois-Bernard, 13 de junio de 1975) es una política francesa. Desde el 6 de julio de 2020 hasta el 20 de mayo de 2022 se desempeñó como Ministra de Medio Ambiente, durante el mandato del Primer Ministro Jean Castex.
Anteriormente Pompili se ha desempeñado como Secretaria de Estado de Biodiversidad desde el 11 de febrero de 2016 en los gobiernos de Manuel Valls Galfetti y Bernard Cazeneuve. Ha sido diputada en la Asamblea Nacional por Somme entre 2012 y 2016, liderando junto con François de Rugy Europa Ecología Los Verdes. Fue reelegida al cargo en 2017 y fue designada presidenta del Comité de Desarrollo Sostenible de la Asamblea.

## Trayectoria
Nacida en Bois-Bernard, Paso de Calais, Pompili creció en Liévin. Se graduó en Sciences Po Lille.
Elegida por primera vez para la Asamblea Nacional en las elecciones legislativas de 2012, Pompili fue la primera mujer presidenta de un grupo parlamentario en la cámara baja, codirigiendo el grupo EELV con François de Rugy, desde 2012 hasta 2016. También formó parte del Comité de Educación y Asuntos Culturales.
En 2016, Pompili fue nombrada Secretaria de Estado para la Biodiversidad en el gobierno del primer ministro Manuel Valls, bajo la dirección de la ministra de Ecología, Ségolène Royal. Fue reelegida al asumir el cargo el gobierno del primer ministro Bernard Cazeneuve. Durante su mandato, supervisó, en particular, la entrada en vigor de un impuesto francés sobre el aceite de palma y la prohibición de los neonicotinoides en 2016.
Pompili fue una de las primeras defensoras de Emmanuel Macron y la primera ministra del gobierno de Hollande en apoyar abiertamente la candidatura de Macron en las elecciones presidenciales de 2017. Posteriormente, se presentó como candidata de En Marche! (EM) en la segunda circunscripción de Somme, que había representado desde 2012 hasta 2016. Fue reelegida en las elecciones legislativas de 2017 y posteriormente se desempeñó como presidenta del Comité de Desarrollo Sostenible, Planificación Espacial y Regional desde 2017 hasta 2020. En esta capacidad, dirigió una investigación parlamentaria de 2018 sobre la seguridad nuclear de Francia.
En septiembre de 2018, tras el nombramiento de François de Rugy para el gobierno, Pompili se postuló a la presidencia de la Asamblea Nacional.  En una votación interna dentro del grupo parlamentario LREM, quedó en segundo lugar; el puesto finalmente recayó en el entonces presidente del grupo, Richard Ferrand.

### Ministra de la Transición Ecológica, 2020-2022
Pompili cofundó un nuevo partido político, En Commun, en 2020.
Durante el mandato de Pompili, Francia prohibió los envases de plástico para casi todas las frutas y verduras a partir de 2022, en un intento de reducir los residuos plásticos.
Cuando la empresa eléctrica estatal EDF cerró cuatro reactores (con una capacidad diaria combinada de 6 gigavatios (GW), equivalente a alrededor del 13 por ciento de la disponibilidad actual en Francia) debido a problemas técnicos a finales de 2021, Pompili le pidió a la empresa que realizara una auditoría independiente sobre la disponibilidad de sus centrales nucleares.

## Después de la política
En octubre de 2023, Pompili fue nombrada miembro de la Secretaría General de Planificación Ecológica (SGPE) y se desempeñó como enviada especial del presidente Macron para la Cumbre One Water de 2024.